# Humberto Hiriart Urdanivia
Humberto Hiriart Urdanivia (Ciudad de México, 31 de octubre de 1939) es un economista y político mexicano, miembro del Partido Revolucionario Institucional (PRI). Ha sido diputado federal de 1970 a 1973.

## Biografía
Realizó sus estudios de primaria en la escuela Benito Juárez, de secundaria en la Secundaria No. 3 y el bachillerato en la Escuela Nacional Preparatoria, todas en la Ciudad de México. Es licenciado en Economía egresado de la entonces Escuela Nacional de Economía de la Universidad Nacional Autónoma de México (UNAM).
Es hijo de Fernando Hiriart Balderrama, que entre varios cargos públicos, fue director general de la Comisión Federal de Electricidad (CFE) de 1982 a 1988 y secretario de Energía, Minas e Industria Paraestatal de 1988 a 1993 durante los gobiernos de Miguel de la Madrid Hurtado y Carlos Salinas de Gortari. Son sus hermanos el escritor y dramaturgo Hugo Hiriart Urdanivia y la científica e investigadora Marcia Hiriart Urdanivia.
Fue elegido diputado federal por el Distrito 5 de Jalisco a la XLVIII Legislatura de 1970 a 1973, durante la cual fue integrante de las comisiones de Impuestos; de la Contaduría Mayor de Hacienda; de Instituciones Bancarias y de Crédito; y, de Presupuesto y Cuenta Pública. Al terminar su cargo en 1973, fue subsecretario de Acción Política el comité nacional del PRI.